# Bökény község
Bökény község (románul: Comuna Buchin) község Krassó-Szörény megyében, Romániában. Központja Bökény, beosztott falvai Karánberek, Körpa, Perestyén, Sebesmező.

## Népessége
A 2011-es népszámlálás adatai alapján a község népessége 2039 fő volt.